# شبکه دارویی
شبکهٔ دارویی کاربردی از علم شبکه در جهت تشخیص، پیش‌گیری و درمان بیماری‌هاست. این حوزه بر استفاده از توپولوژی و دینامیک‌های شبکه برای شناسایی و ساخت داروهای درمانی تمرکز می‌کند. شبکه‌های زیستیمانند شبکهٔ تعامل پروتئین-پروتئین و مسیرهای سوخت‌وساز در شبکه دارویی به کار گرفته می‌شوند. شبکهٔ بیماری‌ها که رابطهٔ بیماری‌ها با عوامل زیستی را نمایش می‌دهد نیز نقش مهمی در این حوزه ایفا می‌کند.
همه‌گیرشناسی نیز به‌طور وسیعی توسط علوم شبکه مورد استفاده قرار می‌گیرد؛ شبکه‌های اجتماعی و شبکه‌های حمل‌ونقل برای مدل کردن گسترش بیماری‌ها در جمعیت‌ها مورد استفاده قرار می‌گیرند. شبکهٔ دارویی حوزه‌ای متمرکز بر درمان اززیست‌شناسی سیستم‌هاست.

## پیش‌زمینه
عبارت «شبکهٔ دارویی» سال ۲۰۰۷ در مقاله‌ای از آلبرت لازلو باراباشی ا نام «شبکهٔ دارویی - از چاقی تا آسیب‌دیدگی» (منتشر شده در ژورنال The New England Journal of Medicine) ابداع و محبوب شد. باراباشی مطرح می‌کند که سیستم‌های زیستی، همانند سیستم‌های اجتماعی و فناورانه از بخش‌های متعددی تشکیل شده‌اند که با ارتباطات پیچیده‌ای به هم متصل شده‌اند و در عین حال طبق قواعد ساده‌ای نظم پیدا می‌کنند. با استفاده از پیش‌رفت‌های تازهٔ نظریهٔ شبکه قواعد نظم‌دهنده می‌توانند با استفاده از سیستم‌های نمایش‌گری مانند شبکه‌های پیچیده، که مجموعه‌ای از رئوس به هم مرتبط بر اساس ارتباطاتی خاص هستند، به‌طور جامعی تحلیل شوند. برای مثال در شبکه‌های مربوط به داروها، رئوس عوامل زیستی (مانند (زیست‌مولکول‌ها، بیماری‌ها، فنوتیپ‌ها و…) و اتصالات (یال‌ها) ارتباطات میان آن‌ها (مانند تعامل فیزیکی، مسیرهای گوارشی مشترک، ژن مشترک، رفتار مشترک و…) را نمایندگی می‌کنند.
سه شبکهٔ کلیدی برای فهم بیماری‌های انسانی شبکهٔ گوارشی، شبکهٔ بیماری‌ها و شبکهٔ اجتماعی است. شبکهٔ دارویی بر این ایده استوار است که فهم پیچیدگی‌های سامان‌دهی بیان ژن،  واکنش‌های گوارشی و تعاملات پروتئین-پروتئین و نمایش این موارد به صورت شبکه‌های پیچیده نوری بر علل و مکانیزم‌های بیماری‌ها خواهد انداخت. این یک امر شدنی است که، برای مثال، به وسیلهٔ دیتابیسOMIM یک گراف دوبخشی ساخت که ارتباطات میان بیماری‌ها و ژن‌های مربوط به آن‌ها را بیان کند. پروژهٔ نمایش بیماری، که به آن شبکهٔ بیماری‌های انسانی (HDN) گفته می‌شود، یک شبکه از بیماری‌هاست که در آن هر دو بیماری اگر با هم در یک ژن مشترک باشند به هم متصل می‌شوند. با استفاده از شبکهٔ بیماری‌های انسانی می‌توان بیماری‌ها را بر اساس ارتباطات ژنتیکی میان آن‌ها دسته‌بندی و تحلیل کرد.

## شبکه‌ی تجویز دارویی
اخیراً، برخی از محققین علاقه‌مند هستند استفاده از دارو را در قالب شبکه‌ها نشان دهند. راس‌ها در این شبکه‌ها داروها را نشان می دهند و یال‌ها نشان دهنده نوعی رابطه بین این داروها هستند. کاوالو و همکارانش (2013) توپولوژی یک شبکه هم‌تجویزی را برای نشان دادن اینکه کدام دسته از داروها بیشتر با هم تجویز می شوند، توصیف کردند. بازونی و همکارانش (2015)  به این نتیجه رسیدند که شبکه‌ی داروهای تجویز شده‌ی هم‌زمان متراکم، بسیار خوشه‌ای، پودمان‌پذیر و هم‌سنخ‌جو هستند. عسکر و همکارانش (2021)  شبکه ای از تداخلات شدید دارو-دارو (DDIs) ایجاد کردند که نشان می داد این شبکه از خوشه های زیادی تشکیل شده است.

### شبکه‌ی تجویز دارو در ایتالیا
نخستین بار در تحقیقی که در سال ۲۰۱۲ در ایتالیا انجام شد، در طی شش ماه اطلاعات داروهای تجویز شده توسط ۹۹ متخصص عمومی مورد بررسی قرار گرفت. در این شبکه‌ی هم‌تجویزی، هر راس نماینده‌ی یک دارو و یال‌ها داروهایی را به هم وصل می‌کند که هم‌زمان برای یک بیمار تجویز شده است. این یال‌ها وزن‌دار هستند و نماینده‌ی تعداد تجویز هم‌زمان دو دارو هستند. در مجموع ۴۲۹۶۵ بیمار و ۶۳۱۲۳۲ دارو مطالعه شد. شبکه‌ی هم‌تجویزی بر اساس سن و جنسیت بیمار‌ها تقسیم‌بندی شد و مشخصات این شبکه‌ها استخراج شد. دارو‌ها بر اساس  سیستم طبقه‌بندی شیمایی آناتومیکی درمان به پنج دسته تقسیم می‌شوند که گروه اول خود شامل ۱۴ زیرگروه است. 

### نتایج تحقیق
اطلاعات جمع‌آوری شده مطابق دسته‌بندی بالا به پنج دسته تقسیم شدند. در این شبکه اندازه‌ی رئوس با تعداد تجویز این دارو متناسب است. تعداد راس‌ها و یال‌ها به‌گونه‌ای بود که نمی‌شد به سادگی الگوی میان این تجویز‌ها را استخراج کرد. برای بررسی رابطه‌ی میان دارو‌ها، می‌توان ۱۴ زیرگروه گروه اول دارویی را بررسی کرد. 
می‌توان شبکه‌ها را به صورت جداگانه مطالعه کرد و  برای درک بهتر اطلاعات موجود در شبکه می‌توان یال‌هایی که در ده درصد آخر لیست هم‌تجویزی قرار دارند را حذف کنیم. این شبکه را برای سنین مختلف نیز می‌توان ترسیم کرد.
مطابق این شبکه‌ها برای افراد جوان بیشتر داروهای J antibo  و R respir هم‌زمان تجویز می‌شود که نشان می‌دهد بیشتر بیماری‌ها در این سنین از نوع عفونی است. در میانسالان یال میان C cardio و B blood قوی‌تر است که نشان می‌دهد بیماری‌ها منشا سیستمی دارد برای مثال اشکال در سیستم خون‌رسانی. گروه افراد پیر نیز مشابه گروه قبل رفتار می‌کند. همچنین گروه زنان و مردان در سنین جوانی رفتار یکسانی از خود نشان می‌دهند، اما در میانسالی گروه میانسالان یال قوی‌تری میان دو دسته‌ی C cardio  و A alim/metab از خود نشان می‌دهند. در گروه آخر سنی نیز این تفاوت از بین می‌رود و رفتار مشابهی مشاهده می‌کنیم. 

### مشخصات کلی شبکه
با رسم تابع توزیع درجات می‌توان مشاهده کرد که شبکه از نوع بی‌مقیاس است. در انتهای نمودار مشاهده می‌کنیم که کمی از حالت خطی فاصله گرفته‌ایم که می‌تواند اثر اندازه‌ی شبکه باشد یا اینکه شبکه کاملا بی‌مقیاس نیست. یکی از روش‌های تشکیل شبکه‌ی بی‌مقیاس، اتصال ترجیحی است که مطابق این روش، هر راس هنگام اضافه شدن به شبکه، با احتمال معینی به هر راس متصل می‌شود که با درجه‌ی آن راس متناسب است. در این شبکه این رفتار به عادت پزشک در تجویز دارو مرتبط می‌شود، یعنی زمانی که دکتر می‌خواهد دو دارو را هم‌زمان تحویز کند، آن داروهایی را تجویز می‌کند که قبلاُ درباره‌ی اثر هم‌زمان آن‌ها بحث شده است و احتمال اینکه ترکیب کمتر‌ شناخته شده ای تجویز شود کمتر است. 
در مطالعاتی که در سال ۲۰۱۵ انجام شد، شبکه‌ی هم‌تجویزی برای سه گروه از دارو‌ها بررسی شد که اطلاعات جدید‌تری درباره‌ی شبکه‌ می‌داد. برای مثال ضریب خوشگی این شبکه برای هر سه دسته بین ۰.۴ تا ۰.۵ بود، این یعنی به طور میانگین نصف داروهایی که با یک داروی مشخص هم‌زمان تجویز می‌شوند، با یک‌دیگر هم، هم‌زمان تجویز می‌شوند. پارامتر دیگری که مورد مطالعه قرار گرفت، کوتاه‌ترین طول شبکه است. که این مقدار بین ۱.۹ و ۲.۳ به دست آمد. این یعنی حتی اگر دو دارو هم‌زمان با هم تجویز نشوند، داروی سومی وجود دارد که این دو دارو را می‌تواند به هم متصل کند. 
همچنین در این مطالعه نشان داده شد که این شبکه هم‌سنخ‌جو است که یعنی داروها بیشتر به داروهایی متصل می‌شوند که ویژگی مشترکی میانشان وجود دارد. برای مثال متعلق به یک دسته بندی از دارو‌ها می‌شوند. 
این شبکه همچنین پودمان‌پذیر است یعنی می‌توان شبکه را به خوشه‌های کوچکتر تقسیم کرد. 